# Campo da Rata

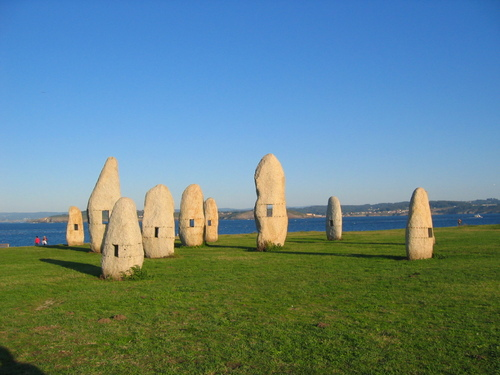
"Menires pela Paz", monumento no Campo da Rata realizado por Manolo Paz.

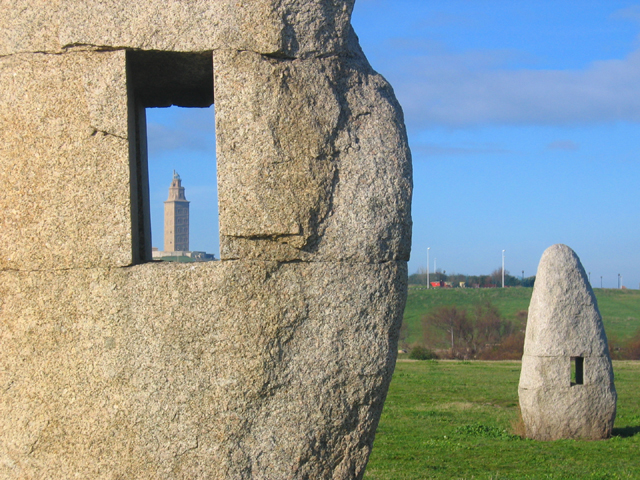
Detalhe de um dos menires do Campo da Rata.

O Campo da Rata é uma extensão de terreno situada na cidade galega da Corunha (Espanha), perto da Torre de Hércules.
Após o triunfo da sublevação militar de julho de 1936 na Galiza (Corunha, 20 de Julho) - à qual o governador civil,  Francisco Pérez Carballo, resistiu por dois dias no palácio do governo, juntamente com um grupo de guardas civis e de assalto civil - o local foi utilizado como campo de fuzilamento de centenas de pessoas - republicanos, sindicalistas e integrantes da esquerda política - apresadas pelos sublevados, que geralmente as tiravam do cárcere da Corunha e as "levavam  a passear", como se dizia. A maior parte dos assassinatos ocorreu durante o verão de 1936, mas pelo menos até março de 1937, prosseguiram os fuzilamentos por "adesão à rebelião", já então mediante julgamentos "legais" das autoridades franquistas.
Em 2001 inaugurou-se no lugar um monumento, similar às grandes perafitas pré-históricas, em homenagem às vítimas da repressão franquista, desenhado por Isaac Díaz Pardo. O monumento composto por blocos de granito, nos quais há manchas de pintura vermelha simbolizando o sangue dos fuzilados, tem uma inscrição que diz (em galego):
| “ | Inmolados nestes campos frente ao mar tenebroso por amar causas xustas | ” |

| “ | Presentes na lembranza do pobo e do seu concello da Coruña. | ” |

Também figuram dois poemas, de Federico García Lorca e Uxío Carré Alvarellos.
No Campo da Rata existe ademais um conjunto de menires, realizado pelo escultor galego Manolo Paz, inaugurado em 2003, denominado "Menires pela Paz". Cada um dos doze menires tem aberto no centro uma janela.